# マルスとヴィーナス (プッサン)
『マルスとヴィーナス』（仏: Mars et Vénus、英: Mars and Venus）は、17世紀フランスの巨匠ニコラ・プッサンが1630年ごろ、キャンバス上に油彩で制作した絵画である。戦いの神マルスが愛の女神ヴィーナスに魅了される光景が表されている。本来、ローマのカルロ・アントニオ・ダル・ポッツォの所有であったが、その後、イタリアとイギリスの様々な所有者を経て、1940年以来、ボストン美術館に所蔵されている。

## 作品
プッサンの絵画はローマの教養ある美術収集家や絵画通たちのサークルを意識していたもので、古代とルネサンス期の文学と美術作品を発想源としている。本作は、1620年代から1630年代初頭にかけて描かれたプッサンのエロティックな神話主題の一群の作品に属する。
ヴィーナスとアドニスの恋の物語は古代ローマの詩人オウィディウスの『変身物語』に語られるが、ヴィーナスとマルスとの恋物語は語られていない。この絵画は、同じく古代ローマの詩人スタティウスの『テーバイド』をもとにしたものにちがいない (あるいは、ルクレティウスの作品をもとにしている)。プッサンはおそらく、16世紀イタリアのヴィンチェンツォ・カルターリの『神々の像』に引用されている抜粋を参照したのであろう。
『神々の像』には軍神マルスがヴィーナスを讃える美しい賛歌があり、ただ美の女神である彼女のみがマルスに「闘いからの憩い、聖なる歓喜、魂のかけがえなき平和を与える」と歌われている。このスタティウスの物語から、プッサンは想像力豊かな創意ある精神で本作に見られるマルスとヴィーナスの恋の場面を描き出した。表されているのは、ヴィーナスに象徴される「愛」がマルスに象徴される「戦い」に勝利するという寓意である。2人は草の生い茂る斜面の上に座しており、その頭上には彼らを太陽から避けるための天蓋が張りめぐらされている。ヴィーナスのお供であるキューピッドたちは、マルスの武器をおもちゃにして遊んでいる。画面右側には、河の神と水の精が横たわっている。
この絵画の構図上の多くの要素は古代の石棺のレリーフから採用されている。一方で、暖かみのある色彩、調和のとれた自然風景、官能性といった面には、ティツィアーノやほかのルネサンス期ヴェネツィア派の画家たちへの当時のプッサンの傾倒ぶりが見てとれる。